# Pterolophia fuscodiscalis
Pterolophia fuscodiscalis är en skalbaggsart som beskrevs av Stefan von Breuning 1977. Pterolophia fuscodiscalis ingår i släktet Pterolophia och familjen långhorningar. Inga underarter finns listade i Catalogue of Life.